# Kup Zagrebačkog nogometnog saveza 2016./17.
Kup Zagrebačkog nogometnog saveza za sezonu 2016./17. je igran od kolovoza 2016. do lipnja 2017. godine 
 U kupu nastupaju klubovi s područja Grada Zagreba, a pobjednik i finalist natjecanja stječe pravo nastupa u pretkolu Hrvatskog kupa u sezoni 2017./18. 

Kup je osvojio Rudeš, pobijedivši u završnici Sesvete.

## Sudionici
U natjecanju je sudjelovalo 47 klubova, prikazani prema pripadnosti ligama u sezoni 2016./17.
| - 2. HNL (II.) - Hrvatski dragovoljac Zagreb - Lučko - Rudeš Zagreb - Sesvete - 3. HNL – Zapad (III.) - Dubrava Zagreb - HAŠK Zagreb - Kustošija Zagreb - Maksimir Zagreb - Trnje Zagreb - Vrapče Zagreb - MŽNL Središte Zagreb (IV.) - Dinamo Odranski Obrež - Ponikve Zagreb - Špansko Zagreb | - 1. Zagrebačka nogometna liga (V.) - Blato Zagreb - Botinec Zagreb - Concordia Zagreb - Ivanja Reka - Jarun Zagreb - Mladost Buzin - Odra - Prečko Zagreb - Prigorje Markuševec (Zagreb) - Sesvetski Kraljevec (Sesvete) - Studentski Grad Zagreb - Šparta Elektra Zagreb - Trešnjevka Zagreb - ZET Zagreb | - 2. Zagrebačka nogometna liga (VI.) - Brezovica - Čehi (Gornji Čehi) - Horvati 1975 - Hrvatski Leskovac - Mladost Donji Dragonožec - Nur Zagreb - Polet Sveta Klara (Zagreb) - Prigorje Žerjavinec - Sloga-Gredelj Zagreb - Tekstilac-Ravnice Zagreb | - 3. Zagrebačka nogometna liga (VII.) - Bubamara Zagreb - Gavran Zagreb - Hrašće (Hrašće Turopoljsko) - Kašina - Mala Mlaka - Omladinac Odranski Strmec - Sava Zagreb - Travno Zagreb - Zagreb 041 - Zelengaj Zagreb |

Klubovi koji su oslobođeni nastupa zbog dovoljnog koeficijenta za Hrvatski nogometni kup, u kojem nastupaju od šesnaestine završnice: 

- 1. HNL (I.)
  - Dinamo Zagreb
  - Lokomotiva Zagreb
- 2. HNL (II.)
  - Zagreb

## Rezultati

### Pretkolo
Igrano 7. rujna 2016.

| klub1                         | klub2                        | rez.            |                                                           |
| ----------------------------- | ---------------------------- | --------------- | --------------------------------------------------------- |
| Hrvatski Leskovac             | Prečko Zagreb                | 2:1             |                                                           |
| Mala Mlaka                    | Trešnjevka Zagreb            | 0:3 p.f.        | Trešnjevka prošla bez borbe                               |
| Odra                          | Polet Sveta Klara (Zagreb)   | 2:2 (9:10 11 m) | Polet Sveta Klara prošla boljim izvođenjem jedanaesteraca |
| Horvati 1975                  | Botinec Zagreb               | 0:3 p.f.        | Botinec prošao bez borbe                                  |
| Sesvetski Kraljevec (Sesvete) | Kašina                       | 5:0             |                                                           |
| Čehi (Gornji Čehi)            | Jarun Zagreb                 | 1:5             |                                                           |
| Brezovica                     | Mladost Donji Dragonožec     | 3:1             |                                                           |
| Zagreb 041                    | Zelengaj Zagreb              | 1:0             |                                                           |
| Hrašće (Hrašće Turopoljsko)   | Mladost Buzin                | 1:7             |                                                           |
| Prigorje Žerjavinec           | Prigorje Markuševec (Zagreb) | 5:0             |                                                           |
| Nur Zagreb                    | Studentski Grad Zagreb       | 0:6             |                                                           |
| Ivanja Reka                   | Travno Zagreb                | 13:0            |                                                           |
| Sava Zagreb                   | Gavran Zagreb                | 7:0             |                                                           |
| Tekstilac-Ravnice Zagreb      | Omladinac Odranski Strmec    | 7:0             |                                                           |
| Bubamara Zagreb               | Sloga-Gredelj Zagreb         | 0:2             |                                                           |

### Prvo kolo
Igrano 14. i 21. rujna 2016.

| klub1                         | klub2                       | rez.           |                                                             |
| ----------------------------- | --------------------------- | -------------- | ----------------------------------------------------------- |
| Hrvatski Leskovac             | Rudeš Zagreb                | 0:9            |                                                             |
| Sava Zagreb                   | ZET Zagreb                  | 0:1            |                                                             |
| Ivanja Reka                   | Ponikve Zagreb              | 4:1            |                                                             |
| Brezovica                     | Sesvete                     | 0:3            |                                                             |
| Jarun Zagreb                  | Špansko Zagreb              | 2:1            |                                                             |
| Zagreb 041                    | Kustošija Zagreb            | 0:10           |                                                             |
| Polet Sveta Klara (Zagreb)    | Dubrava Zagreb              | 0:1            |                                                             |
| Sesvetski Kraljevec (Sesvete) | Lučko                       | 1:3            |                                                             |
| Mladost Buzin                 | Concordia Zagreb            | 3:1            |                                                             |
| Sloga-Gredelj Zagreb          | Hrvatski dragovoljac Zagreb | 1:1 (4:1 11 m) | Sloga-Gredelj prošla boljim izvođenjem jedanaesteraca       |
| Studentski Grad Zagreb        | Šparta Elektra Zagreb       | 2:4            |                                                             |
| Trešnjevka Zagreb             | HAŠK Zagreb                 | 1:2            |                                                             |
| Prigorje Žerjavinec           | Maksimir Zagreb             | 1:1 (8:7 11 m) | Prigorje Žerjavinec prošao boljim izvođenjem jedanaesteraca |
| Botinec Zagreb                | Blato Zagreb                | 1:5            |                                                             |
| Tekstilac-Ravnice Zagreb      | Trnje Zagreb                | 0:2            |                                                             |
| Dinamo Odranski Obrež         | Vrapče Zagreb               | 0:5            |                                                             |

### Drugo kolo
Igrano 12. listopada 2016.

| klub1            | klub2                 | rez. |
| ---------------- | --------------------- | ---- |
| Mladost Buzin    | Ivanja Reka           | 1:3  |
| Kustošija Zagreb | ZET Zagreb            | 3:0  |
| Dubrava Zagreb   | Sesvete               | 0:1  |
| HAŠK Zagreb      | Prigorje Žerjavinec   | 1:2  |
| Lučko            | Jarun Zagreb          | 4:0  |
| Blato Zagreb     | Rudeš Zagreb          | 0:4  |
| Vrapče Zagreb    | Šparta Elektra Zagreb | 2:3  |
| Trnje Zagreb     | Sloga-Gredelj Zagreb  | 3:0  |

### Četvrtzavršnica
Igrano 5. travnja 2017.

| klub1                 | klub2               | rez.           |                                                 |
| --------------------- | ------------------- | -------------- | ----------------------------------------------- |
| Šparta Elektra Zagreb | Trnje Zagreb        | 0:0 (4:5 11 m) | Trnje prošao boljim izvođenjem jedanaesteraca   |
| Lučko                 | Ivanja Reka         | 2:1            |                                                 |
| Rudeš Zagreb          | Prigorje Žerjavinec | 3:0            |                                                 |
| Sesvete               | Kustošija Zagreb    | 1:1 (5:3 11 m) | Sesvete prošle boljim izvođenjem jedanaesteraca |

### Poluzavršnica
Igrano 3. i 5. svibnja 2017.

| klub1        | klub2   | rez.           |                                                 |
| ------------ | ------- | -------------- | ----------------------------------------------- |
| Trnje Zagreb | Sesvete | 0:0 (2:4 11 m) | Sesvete prošle boljim izvođenjem jedanaesteraca |
| Rudeš Zagreb | Lučko   | 2:1            |                                                 |

### Završnica
Igrano u Sesvetama 1. lipnja 2017.
| klub1   | klub2        | rez. |                                                  |
| ------- | ------------ | ---- | ------------------------------------------------ |
| Sesvete | Rudeš Zagreb | 0:2  | Rudeš osvajač Kupa Zagrebačkog nogometnog saveza |

## Poveznice
- Zagrebački nogometni savez
- Kup Zagrebačkog nogometnog saveza
- 2. Zagrebačka NL 2016./17.
- 3. Zagrebačka NL 2016./17.